# Viande d'agneau
 (décembre 2022).
La mise en forme du texte ne suit pas les recommandations de Wikipédia : il faut le « wikifier ».
Les points d'amélioration suivants sont les cas les plus fréquents. Le détail des points à revoir est peut-être précisé sur la page de discussion.
- Les titres sont pré-formatés par le logiciel. Ils ne sont ni en capitales, ni en gras.
- Le texte ne doit pas être écrit en capitales (les noms de famille non plus), ni en gras, ni en italique, ni en « petit »…
- Le gras n'est utilisé que pour surligner le titre de l'article dans l'introduction, une seule fois.
- L'italique est rarement utilisé : mots en langue étrangère, titres d'œuvres, noms de bateaux, etc.
- Les citations ne sont pas en italique mais en corps de texte normal. Elles sont entourées par des guillemets français : « et ».
- Les listes à puces sont à éviter, des paragraphes rédigés étant largement préférés. Les tableaux sont à réserver à la présentation de données structurées (résultats, etc.).
- Les appels de note de bas de page (petits chiffres en exposant, introduits par l'outil «  Source ») sont à placer entre la fin de phrase et le point final[comme ça].
- Les liens internes (vers d'autres articles de Wikipédia) sont à choisir avec parcimonie. Créez des liens vers des articles approfondissant le sujet. Les termes génériques sans rapport avec le sujet sont à éviter, ainsi que les répétitions de liens vers un même terme.
- Les liens externes sont à placer uniquement dans une section « Liens externes », à la fin de l'article. Ces liens sont à choisir avec parcimonie suivant les règles définies. Si un lien sert de source à l'article, son insertion dans le texte est à faire par les notes de bas de page.
- La présentation des références doit suivre les conventions bibliographiques. Il est recommandé d'utiliser les modèles {{Ouvrage}}, {{Chapitre}}, {{Article}}, {{Lien web}} et/ou {{Bibliographie}}. Le mode d'édition visuel peut mettre en forme automatiquement les références.
- Insérer une infobox (cadre d'informations à droite) n'est pas obligatoire pour parachever la mise en page.

Pour une aide détaillée, merci de consulter Aide:Wikification.
Si vous pensez que ces points ont été résolus, vous pouvez retirer ce bandeau et améliorer la mise en forme d'un autre article.
Pour un article plus général, voir viande de mouton.
« Agneau de lait » redirige ici. Pour l'appellation d'origine, voir agneau de lait des Pyrénées.

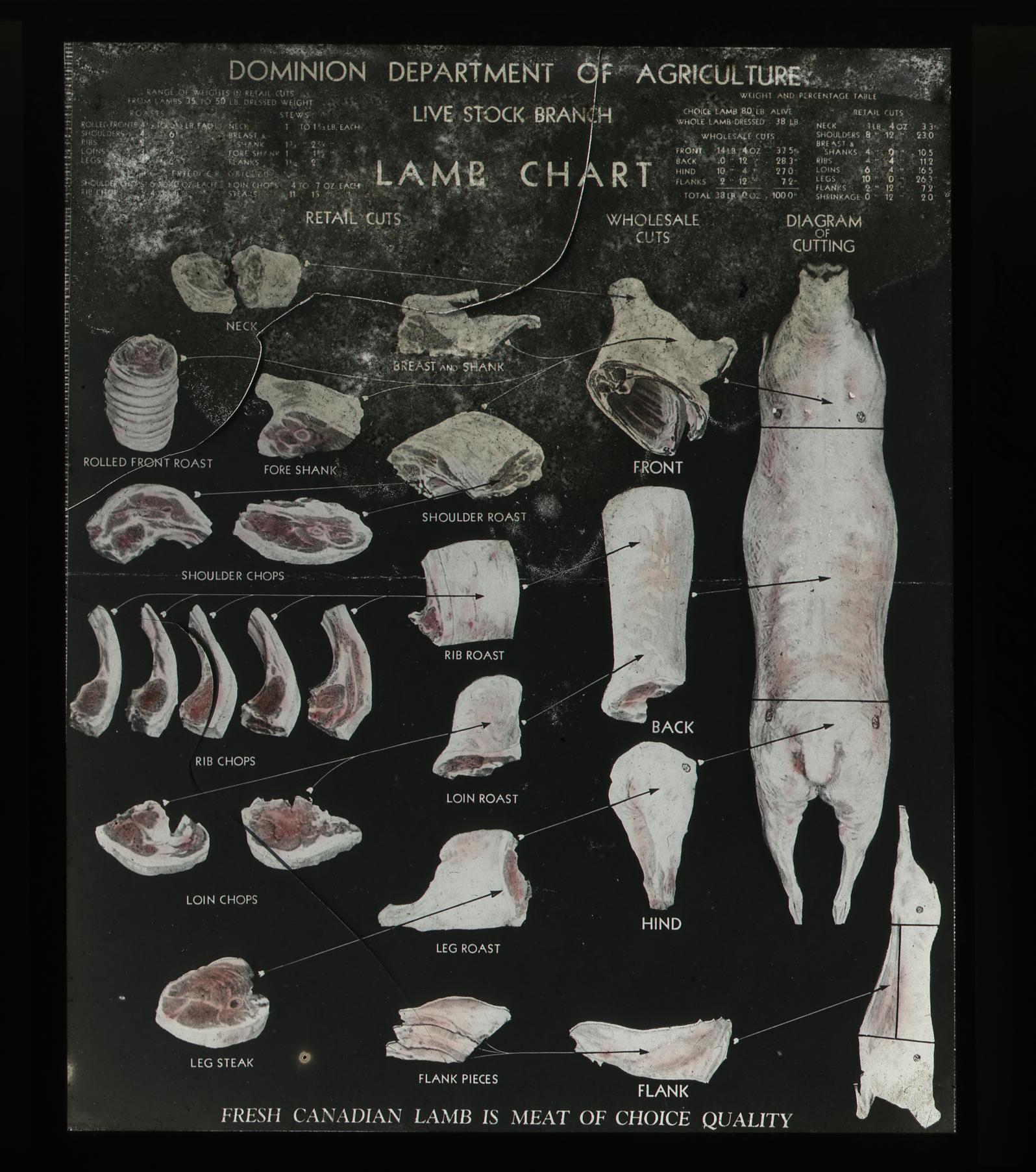
Affiche canadienne des années 1920 montrant la découpe de l'agneau.

La viande d'agneau est une production agricole résultant de l'élevage du mouton. L'agneau, la progéniture du mouton, est abattu encore jeune pour sa peau et sa viande, qui peut être très tendre.
La viande d'agneau, comme celles d'autres animaux juvéniles, est considérée comme un mets d'exception et festif. Elle offre de multiples possibilités culinaires, permettant aussi une cuisine inventive. Elle peut être consommée sous de nombreuses formes : gigot, fricassée, émincée, côtelettes, ragoûts, soupes, tajine, souris. De nouvelles préparations faciles à cuisiner émergent aujourd'hui [Quand ?] en Europe[réf. nécessaire] pour transformer ce plat festif et familial en un ingrédient quotidien.

## Production
En France, il existe 65 360 élevages d'ovins, parmi lesquels 61 133 élevages sont destinés à l'élevage allaitant, 6 081 élevages sont destinés à la production laitière et 2 120 élevages sont destinés à une production mixte.Parmi ces élevages, 18 360 détiennent plus de 50 brebis,.
La filière ovine française comprend plusieurs démarches de viande d'agneau de qualité, telles que le Label rouge, l'IGP et l'AOP, qui représentent environ 18% des agneaux vendus chaque année. L'étiquetage de viande d'agneau français garantit l'origine et la traçabilité du produit. Le Label rouge garantit une qualité gustative, tandis que l'IGP et l'AOP assurent un lien avec le terroir. Les agneaux Label rouge sont nourris au lait maternel pendant au moins 60 jours, puis alimentés à base de fourrages et de céréales, provenant en grande partie de l'exploitation.
La production ovine française sous signes de qualité est encadrée par des cahiers des charges stricts, contribuant à l'entretien des paysages et à l'économie locale, en particulier dans les zones pastorales et en montagne, où c'est souvent l'unique activité économique viable.

## Commerce
Dans l'Union européenne, seule peut être commercialisée sous l'appellation « agneau » ou « viande d'agneau », la viande issue de carcasses d'ovins juvéniles catégorisées « L », c'est-à-dire âgés de maximum douze mois au moment de l'abattage.
En 2014, la France est nette importatrice de viande d'agneau, d'après les douanes françaises. Le prix moyen à la tonne était d'environ 6 800 €.

## Découpe de l'agneau
- les abats : foie, tripes…

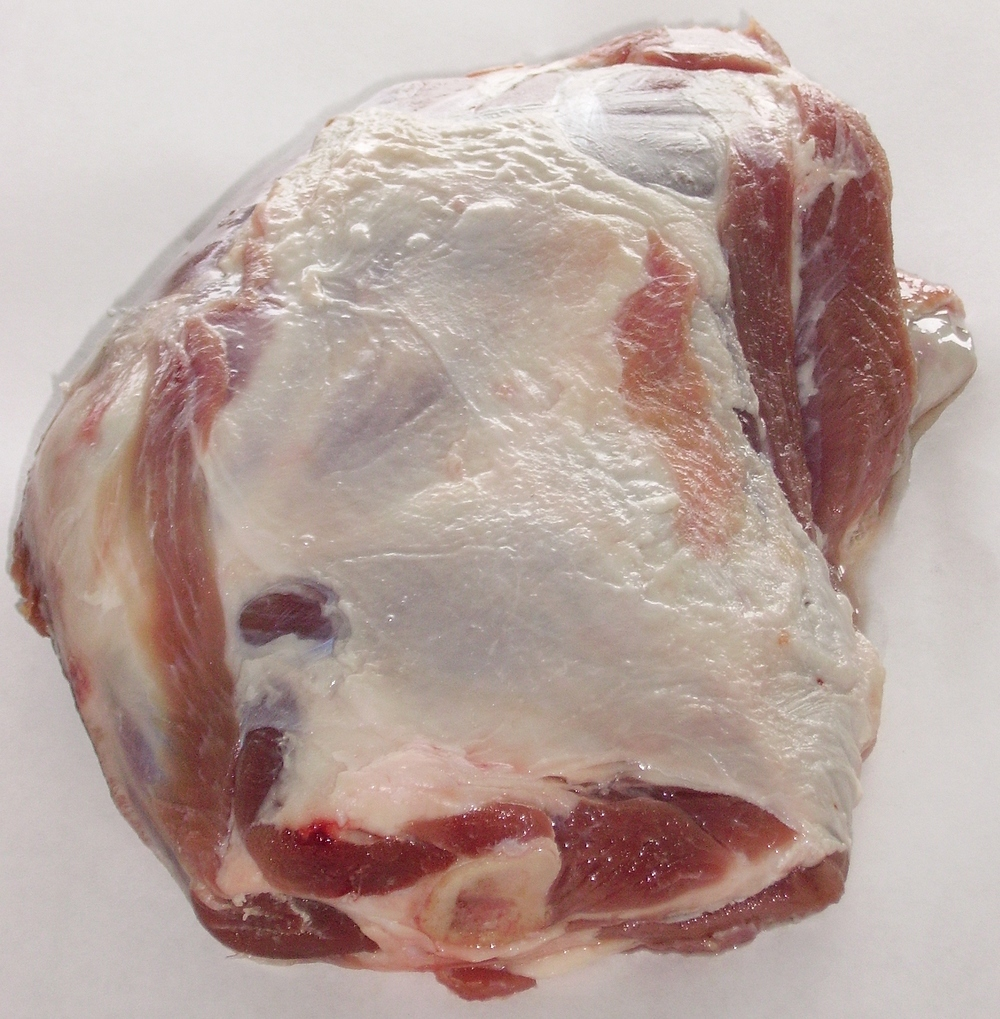
Viande d'agneau (épaule)

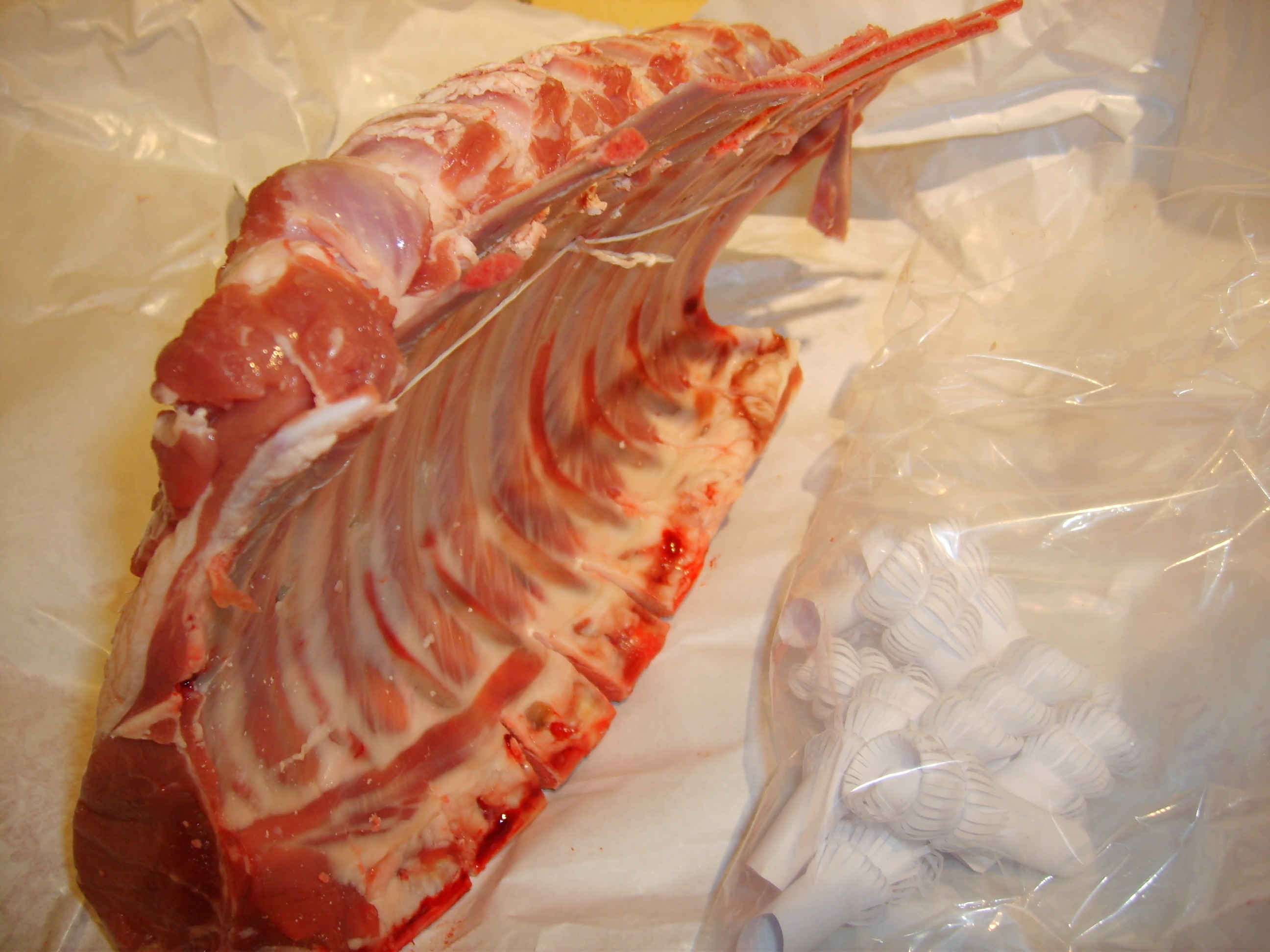
Viande d'agneau (carré)

- le carré, un morceau de viande rassemblant l'ensemble des côtes découvertes, secondes et premières,
- le collier,
- les côtelettes,
- l'épaule,
- le gigot,
- la souris d'agneau,
- le quartier, un gigot et une moitié de selle,
- la selle, partie basse du dos,
- le baron, la selle et les deux gigots.
- le filet

Composition de la graisse de mouton (pourcentage massique) : 
| Acide gras          | Pourcentage |
| ------------------- | ----------- |
| Acide oléique       | 37.6        |
| Acide palmitique    | 21.5        |
| Acide stéarique     | 19.5        |
| Acide linoléique    | 5.5         |
| Acide myristique    | 3.8         |
| Acide palmitoléique | 2.3         |
| Acide α-linolénique | 2.3         |

## Dans la cuisine
- dans diverses régions du monde, on accompagne la viande d'agneau de sauces au curry avec de la pulpe de noix de coco râpée.
- dans la cuisine algérienne, l'agneau accompagne le couscous (on utilisera plutôt du collier), le kebab, le tajine ou enfin le thermis, une sorte de ragoût, dont un des ingrédients principaux peut être des petits pois (djelben), ou des pois chiches (hommos), ou des haricots blancs (loubia), ou des haricots verts.
- dans la cuisine iranienne, l'agneau est consommé dans des kababs ou en tant que base du fesenjoun, un ragoût de la province de Gilan.
- dans la cuisine tunisienne, l'agneau est la viande accompagnant le couscous ou la mosli, une épaule d'agneau passée au four et accompagnée de pommes de terre et de piments. Le Sidi Bouzid est une race d'agneau élevée localement ayant obtenu une appellation d'origine contrôlée.
- dans la cuisine Argentine, l'agneau de Patagonie est préparé en asado, considéré comme le plat national. L'assado est également bien présent dans la cuisine traditionnelle en Bolivie, Chili, Paraguay, Pérou et Uruguay.

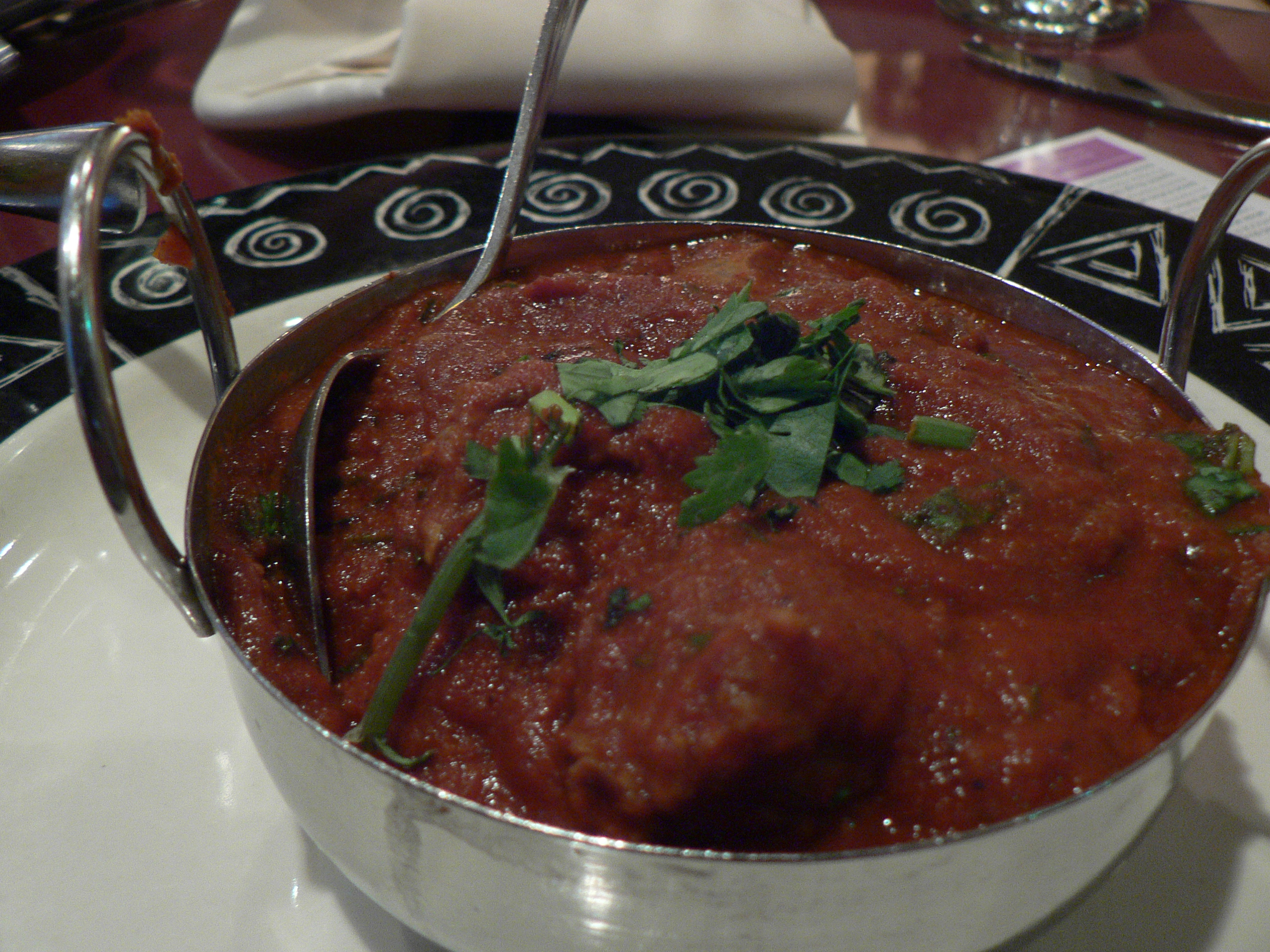
De la viande d'agneau cuite avec des tomates et des oignons (cuisine indienne).
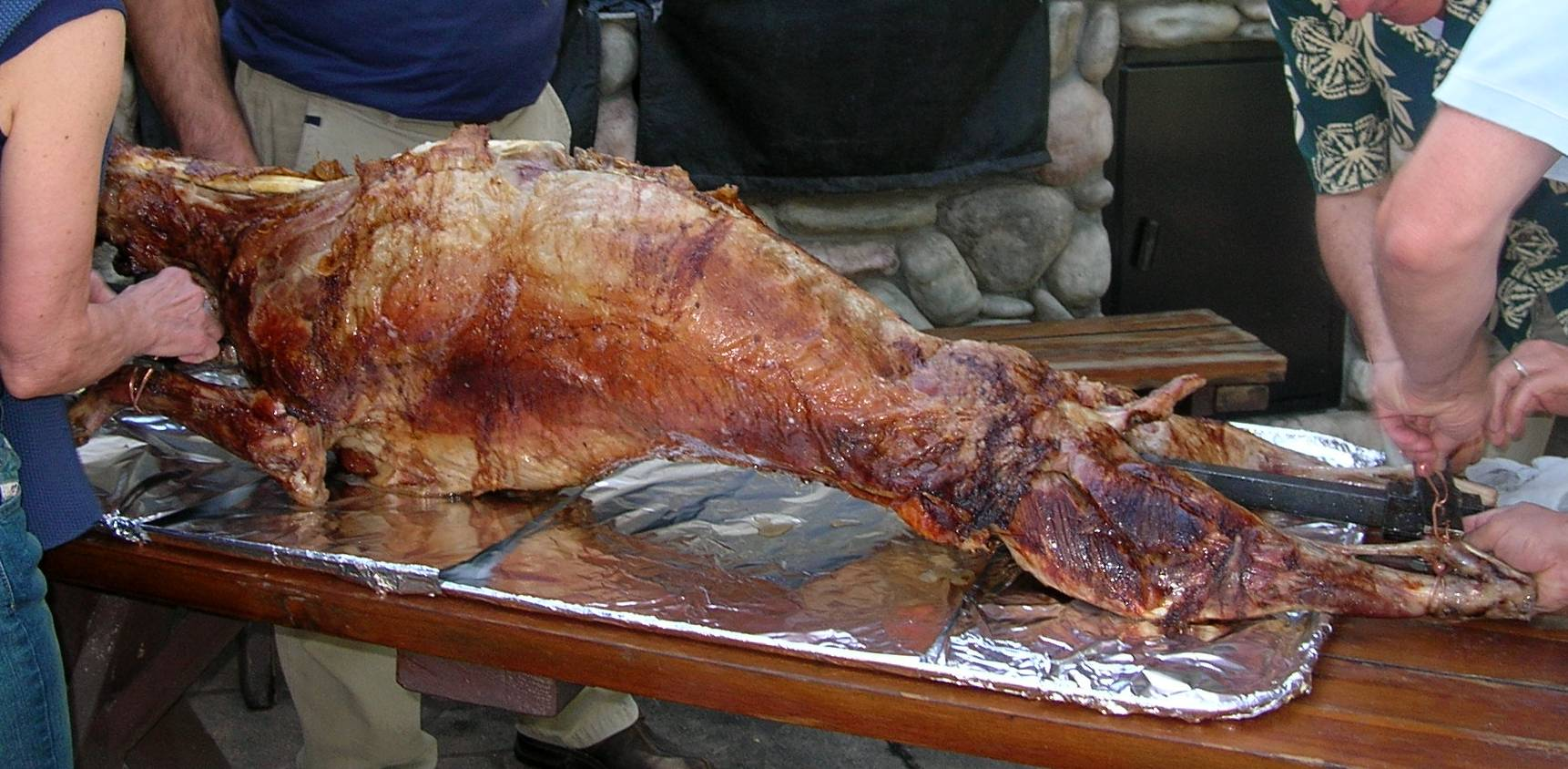
Préparation d'un méchoui (Afrique du Nord).
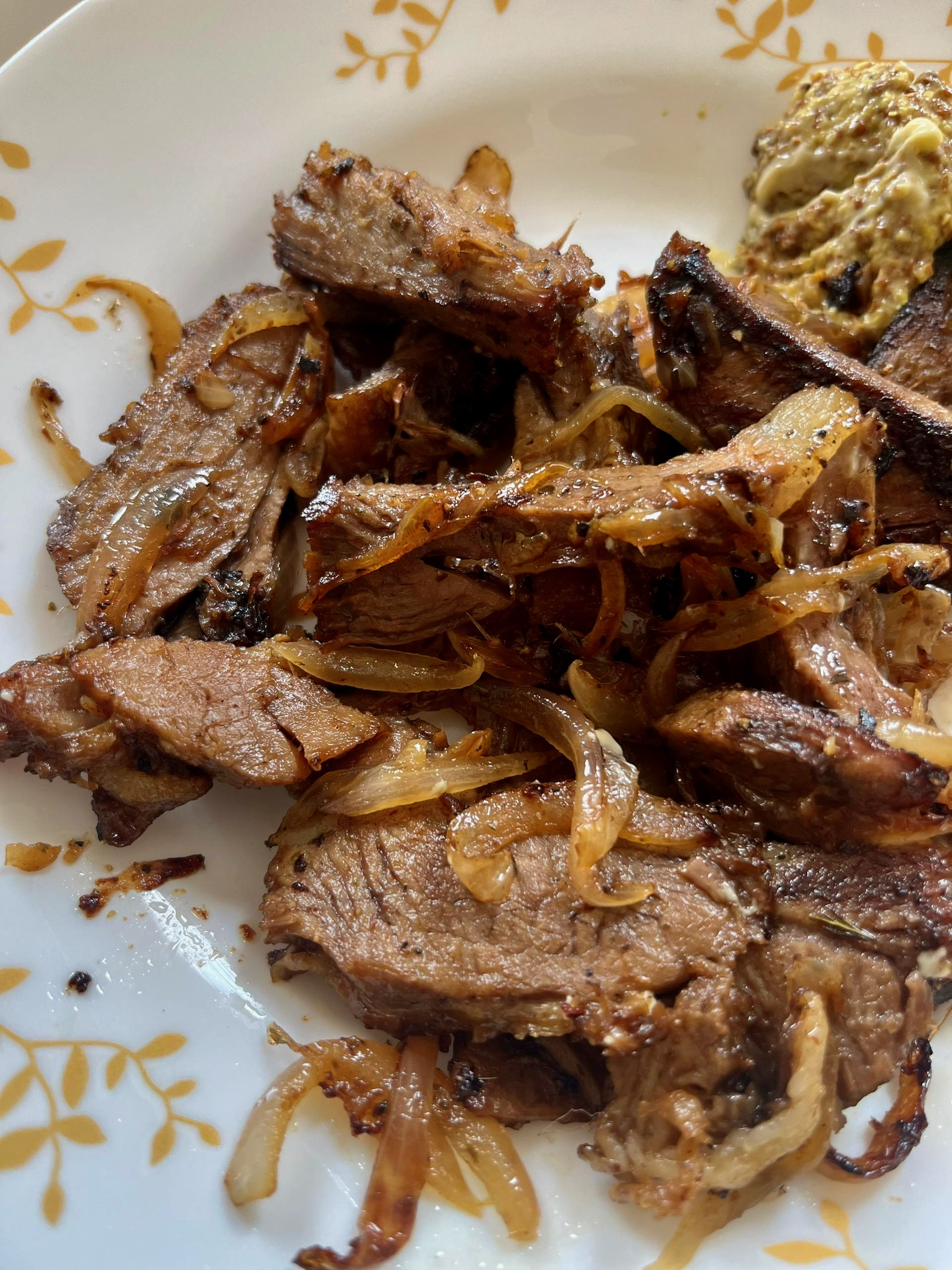
Sauté de mouton assorti d’oignons caramélisés (Afrique de l’Ouest).

### Dans la cuisine européenne
- dans la cuisine britannique, l'agneau est consommé sous forme de gigot traditionnellement accompagné d'une sauce à la menthe et d'une gelée de canneberges (aussi appelées atocas),
- dans la cuisine irlandaise, le ragoût d'agneau (Irish stew) longuement mijoté est un des plats traditionnels,
- dans la cuisine espagnole, l'agneau est consommé sous la forme de rôti dans les Communautés autonomes d'Aragon et de Castille-et-León,
- dans la cuisine grecque et turque, on se sert des boyaux frais d'agneaux pour fabriquer les Kokoreç,
- dans la cuisine italienne, :
  - c'est un ingrédient du Fusilli al sugo di castrato (pâtes locales avec de la sauce tomate et de l'agneau castré), recette de la ville de Cannalonga,
  - La viande d'agneau, cuite à la braise, souvent aromatisée au myrte ou à la suie, est un repas de fête en Sardaigne,
- dans la cuisine russe, l'agneau est un ingrédient des pelmeni, une sorte de raviolis,
- dans la cuisine féroïenne, l'agneau est un produit de l'élevage : se cuisinent la tête, la cuisse séchée, les testicules, les reins cuits en brochette, et en une soupe de skerpikjøt (viande séchée) et de légumes,
- dans la cuisine islandaise, les habitudes sont proches de celles de Féroë, et le gigot d'agneau fumé, que l'on consomme en fines tranches froides, ou bouillies, s'appelle le hangikjöt. Lors des périodes d'abattage, on fabrique des boudins farcis au foie, slátur. Une soupe traditionnelle mêle viande salée, saltkjöt longuement bouillie avec des pois cassés. Les têtes de mouton et agneau svið bouillies se mangent chaudes ou froides après une longue cuisson, ou se préparent sous forme de fromage de tête, sviðasulta. Les bjúgu, saucisses ordinaires à base de viande fumée, se consomment accompagnées de pommes de terre à la béchamel.

#### Dans la cuisine française

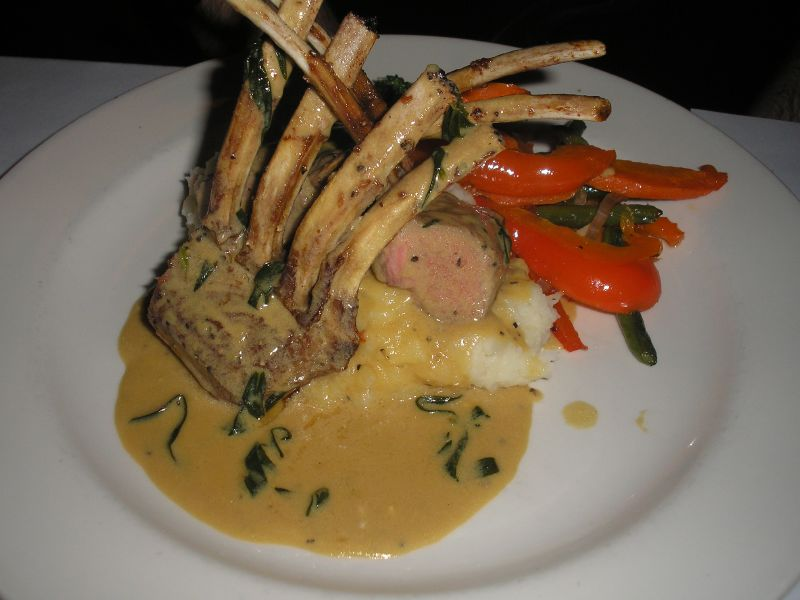
Côtelettes d'agneau

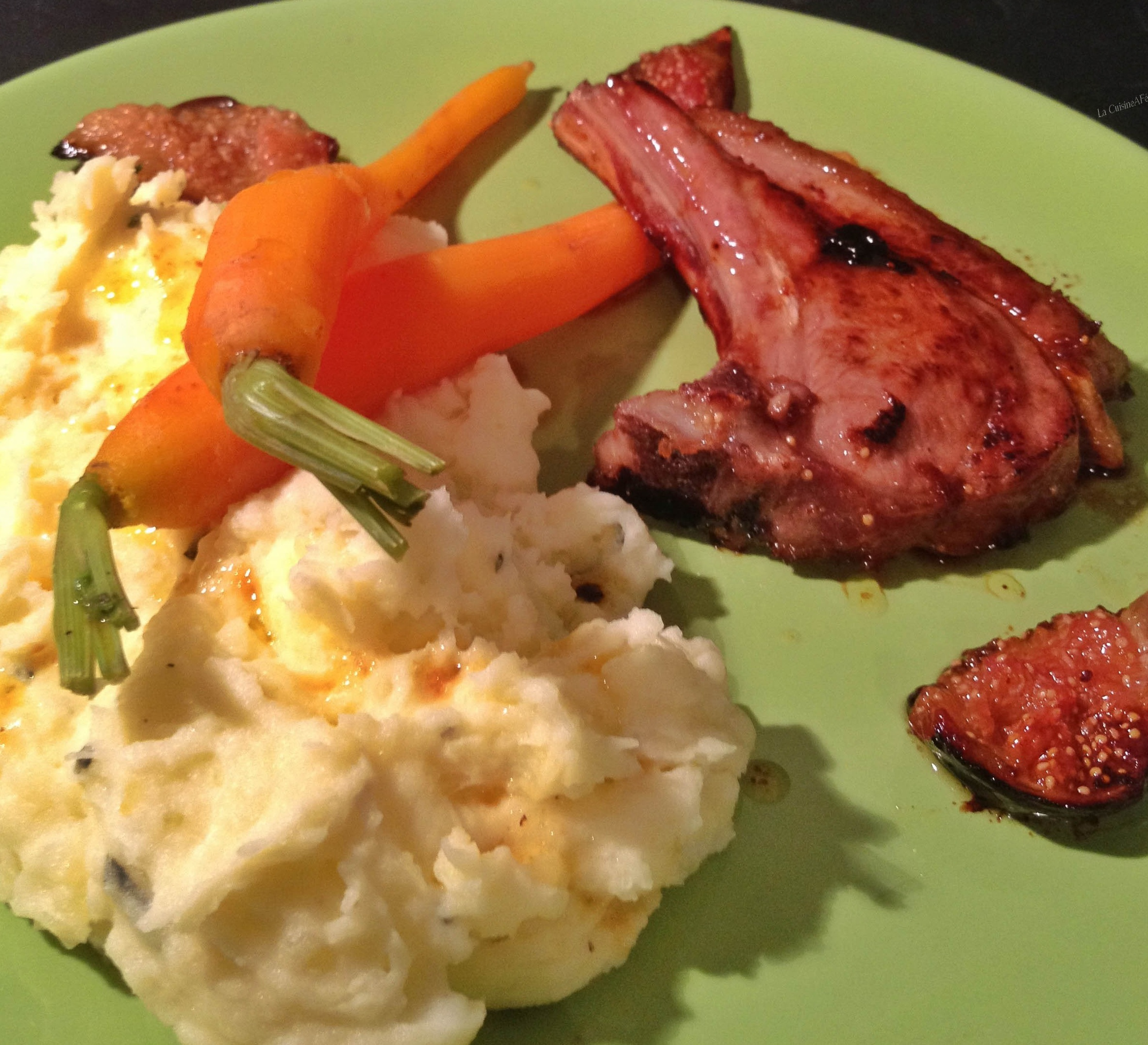
Côtelette d'agneau de Sisteron à la confiture de figues et écrasée de pommes de terre au basilic et aux truffes.

Les éleveurs français produisent différentes viandes d'agneaux issues de pratiques d'élevages variées et employées dans la cuisine française :
- La viande d'agneau de lait ou agneau de bergerie ou encore agneau laiton est issue d'agneaux jeunes ou agnelets, nourris exclusivement de lait et abattus avant qu'ils ne soient sevrés, en général vers 90 jours.
- La viande d'agneau broutard est issue d'agneaux nourris naturellement du lait maternel et d'herbages (prairies naturelles ou artificielles) et abattus en général vers 9 mois.

La qualité des viandes produites est très dépendante des notions de rendements que les éleveurs appliquent à leurs élevages. Un agneau laiton peut, par exemple, être nourri au lait industriel reconstitué et non pas par sa mère ce qui donnera une viande différente d'une méthode d'obtention par allaitement naturel.
La qualité de la viande est également déterminée par le choix des races d'animaux constituant les cheptels des éleveurs et par la richesse et la diversité des différents types d'herbages.
La cuisine française emploie également des viandes d'agneaux issues d'importations étrangères comme celles provenant de Nouvelle-Zélande.

##### Continent
La viande d'agneau peut s'accompagner de pruneaux, de haricots (flageolets ou autres). Le chef cuisinier Bernard Loiseau avait fait sa spécialité de l'épaule d'agneau.
L'élevage des agneaux est une économie de pays montagneux (Limousin, ou encore ceux de l'Aveyron, Dévoluy, etc.).
On retrouve l'agneau traditionnellement dans la cuisine basque, par exemple dans les pintxo.
La première région pour la production de la viande d'agneau est le Midi-Pyrénées.
L'agneau de pré-salé est conduit dans des pâtures maritimes.

##### Guyane

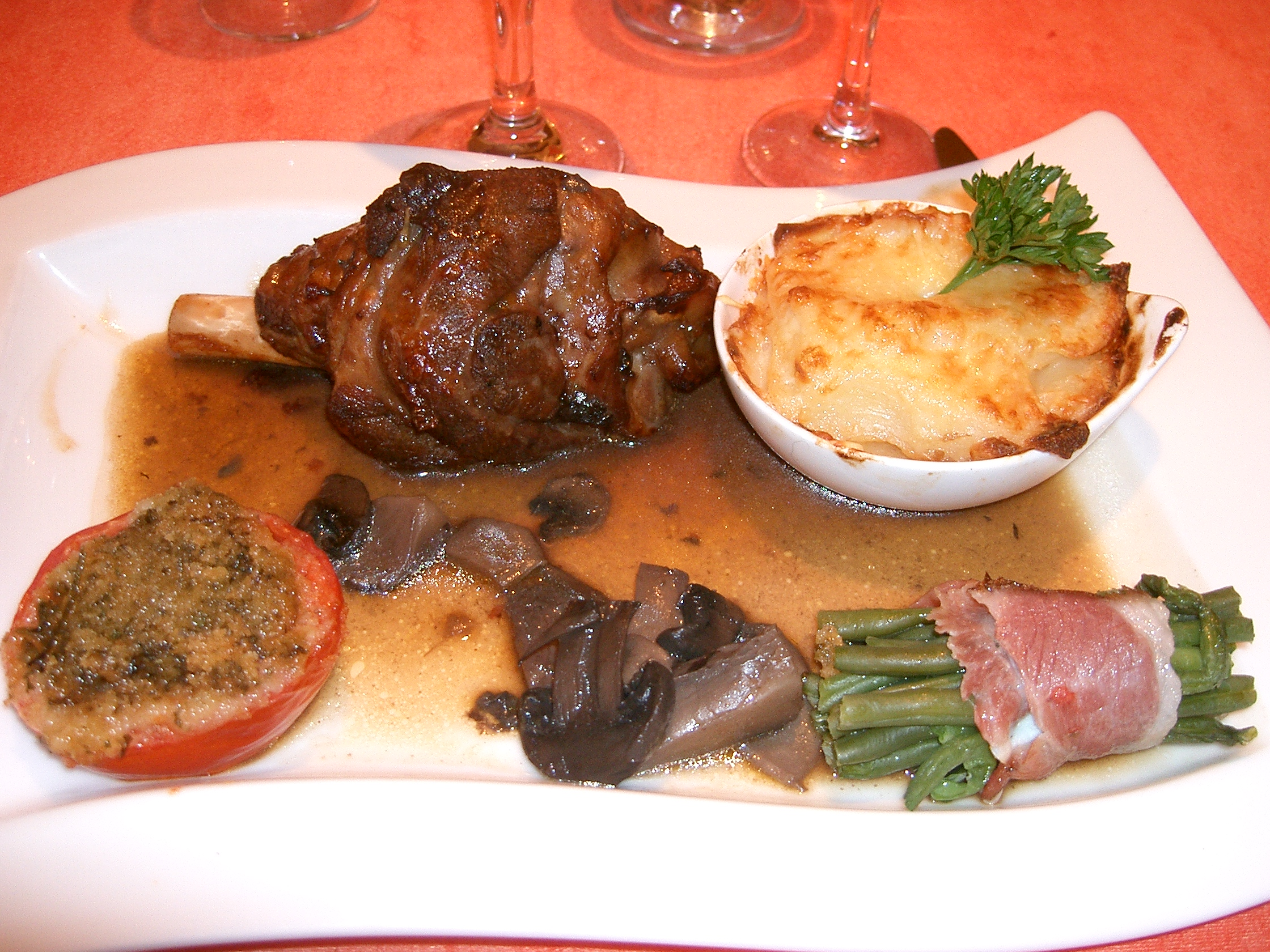
Souris d'agneau en sauce.

L'agneau fait partie de la gastronomie guyanaise.

## Religion
L'agneau est un animal pur (cacher), mangeable dans la religion juive, s'il est abattu selon le rite juif (mais pas cuit dans le lait de sa mère). C'est aussi une viande halal consommable dans la religion musulmane, si l'animal a été abattu selon le rite musulman.
Les Chrétiens consomment souvent de l'agneau durant les Pâques (gigot pascal), en référence à l'agneau mangé par les Hébreux avant la sortie d’Égypte et dont le sang a protégé leurs fils aînés de l'ange exterminateur (la dixième plaie d’Égypte). Pour les Chrétiens, l'agneau est aussi symbolique du Christ, « agneau de Dieu qui ôte le péché du monde ». Il s'agit toutefois d'une simple coutume et non d'une obligation religieuse.
Dans l'Islam, le sacrifice de cet animal au cours de l'Aïd el-Kebir célèbre le sacrifice qu'aurait fait le prophète Abraham.